# Mendieta (Alava)
Pour les articles homonymes, voir Mendieta.
Mendieta est un hameau de la municipalité d'Artziniega dans la province d'Alava dans la Communauté autonome basque.